# Negros Occidental
Negros Occidental là một tỉnh của Philippines thuộc vùng Tây Visayas. Tỉnh lị là Thành phố Bacolod. Tỉnh nằm ở nửa phía tây bắc của đảo Negros, nửa phía đông nam của đảo là tỉnh Negros Oriental. Qua vịnh Panay và eo biển Guimaras ở phía tây bắc là tỉnh đảo Guimaras và tỉnh Iloilo trên đảo Panay. Negros Occidental còn được biết đến như là"Kho đường của Philippines"do tỉnh này chiếm hơn một nửa sản lượng đường cả nước.

## Lịch sử
Hòn đảo Negros vốn được người bản địa gọi là"Buglas". Khi người Tây Ban Nha khám phá ra hòn đảo vào tháng 4 năm 1565, họ đã đặt tên cho đảo là"Negros"vì những người bản địa có làn da sẫm màu mà họ gặp ("Negros"có nghĩa là người da đen). Hia trong số các điểm định cư dớm nhất là Binalbagan và Ilog, sau đó trở thành các thị rấn vào năm 1572 và 1584. Theo thứ tự, các điểm định cư khác cũng ra đời như Hinigaran, Negros Occidental, Bago, Marayo (giờ là Pontevedra), Mamalan (giờ là Himamaylan) and Candaguit.
Ilog trở thành thủ phủ đầu tiên của tỉnh vào năm 1743, sau đó tỉnh lị chuyển đến Himamaylan, Bacolod trở thành tỉnh lị năm 1849. Hòn đảo bị chia tách thành Negros Oriental và Negros Occidental vào năm 1890.
Đầu tư vào tỉnh tăng lên đáng kể từ năm 1988. Sự tham gia của lĩnh vực công nghiệp đã thúc đẩy nền kinh tế tiêu dùng trong tỉnh và phát triển sản xuất. Ngày nay, Negros Occidental vẫn là một trong nhưnngx tỉnh tiến bộ và phát triển nhất Philippines, phần lớn dựa vào lợi nhuận từ ngành sản xuất đường nhưng cũng đã đa dạng hóa các lĩnh vực kinh tế.

## Địa lý
Negros Occidental nằm ở nửa tây bắc của đảo Negros, hòn đảo lớn thứ 4 tại Philippines với tổng diện tích lên tới 9.726,06 km². Chiều dài từ phía bắc đến phía nam tỉnh xấp xỉ 375 km. Tỉnh giáp với biển Visayan ở phía bắc, vịnh Panay ở phía tây, eo biển Tanon và tỉnh Negros Oriental ở phía đông và biển Sulu ở phía nam. Negros hình thành bởi các hoạt động núi lửa nên rất thích hợp cho nông nghiệp. 80% đất đãi có thể trồng trọt.
Phần phía bắc và phía tây của tỉnh là các đồng bằng và độ dốc thoai thoải. Một dãy núi nằm ở phía đông của tỉnh và trở thành ranh giới với tỉnh Negros Oriental láng giềng. Núi Kanlaon nằm một phần trên địa bàn tỉnh có độ cao lên tới 2.465 m và là điểm cao nhất Visayas

## Nhân khẩu
Hầu hết cư dân trong tỉnh là thuộc nhóm người Nam Đảo (Austronesian). Người Negros dược gọi là"Negrensè". Người dân Negros Occidental chủ yếu nói tiếng Hiligaynon. Tuy nhiên, các thành phố và đô thị gần eo biển Tañon nói tiếng Cebuano do tiếp xuacs nhiều với tỉnh đảo Cebu láng giềng. Tiếng Anh được sử dụng rộng rãi trên cả hai phần của hòn đảo.

## Kinh tế
Vốn được biết đến với biệt danh"Kho đường của Philippines", ngành sản xuất đường là ngành kinh tế xương sống của kinh tế Negros Occidental, sản xuất ra trên một nửa sản lượng đường của đất nước. Có 15 trung tâm sản xuất đường khắp các khu vực đất thấp ở phía bắc và phía tây của tỉnh, kéo dài từ phía tây bắc dọc theo bờ biển Visayan và vịnh Guimaras. Victorias Mill ở thành phố Victoria là nhà máy đường lớn nhất Philippines và cũng là nhà máy đường hòa tan lớn nhất thế giới.
Ngành thủy sản tập trung ở thành phố Cadiz và một vài điểm khác trong tỉnh. Một trong những mỏ đồng lớn nhất Philippines nằm ở thành phố Sipalay. Tỉnh cũng có nghề thủ công làm từ những vật liệu truyền thống. Bacolod là trung tâm thương mại và tài chính của Negró Occidental. Trong thành phố có các công ty dầu khí, nhà máy, xí nghiệp và nhiều cơ sở kinh tế khác.

## Hành chính

### Thành phố
Tỉnh có 13 thành phố
| - Bacolod (độc lập về hành chính với tỉnh) - Bago - Cadiz - Escalante - Himamaylan - Kabankalan | - La Carlota - Sagay - San Carlos - Silay - Sipalay - Talisay - Victorias |

## Đô thị tự trị
Tỉnh có 19 đô thị tự trị
| - Binalbagan - Calatrava - Candoni - Cauayan - Enrique B. Magalona (Saravia) - Hinigaran - Hinoba-an - Ilog - Isabela - La Castellana | - Manapla - Moises Padilla (Magallon) - Murcia - Pontevedra - Pulupandan - Salvador Benedicto - San Enrique - Toboso - Valladolid |